# سارا یوریارت بری
سارا یوریارت بری (انگلیسی: Sarah Uriarte Berry؛ may 31, 1969 – ) بازیگرو خواننده اهل ایالات متحده آمریکا بود. وی از سال ۱۹۸۷ میلادی تاکنون مشغول فعالیت بوده‌است.